# Вај (Аризона)
Вај (енгл. Why) насељено је место без административног статуса у америчкој савезној држави Аризона.

## Демографија
По попису из 2010. године број становника је 167.
| Група             | 2000.    | 2010.       |
| Белци             | 0 (0,0%) | 135 (80,8%) |
| Афроамериканци    | 0 (0,0%) | 0 (0,0%)    |
| Азијати           | 0 (0,0%) | 1 (0,6%)    |
| Хиспаноамериканци | 0 (0,0%) | 26 (15,6%)  |
| Укупно            | 0        | 167         |